# Cécile Philippe
Pour les articles homonymes, voir Philippe.
Cécile Philippe est une romancière et journaliste française vivant entre la région Rhône-Alpes et le Canada, née à Saint-Clair-de-la-Tour le 24 mars 1944 et morte à Annonay le 12 février 2010.
À partir de 1963 et pendant de nombreuses années, elle est la journaliste culturelle puis la présentatrice du journal télévisés régional de Lyon, à l'ORTF puis sur FR3,.

## Œuvre
- Les Frères Jacques, Balland, 1981 (en collaboration avec Patrice Tourenne)
- Petites histoires horizontales, Le Pré aux clercs, 1985 ; réédition, J'ai lu, coll. « Pour lecteurs avertis » no 2117, 1986 ; réédition, Le Pré aux clercs, coll. « Bibliothèque libertine », 1996  (ISBN 2-84228-012-1) ; réédition, Pocket no 10230, 1997  (ISBN 2-266-07592-6)
- Lyon, le prix de l'ovaire-dose, Ramsey, 1990
- Histoire édifiante de Blanche-Neige et des sept nains, Le Pré aux clercs, 1986
- Lyon, le prix de l'ovaire-dose, Chambéry, Atelier Comp'Act, 1994
- Hécatombe, Vénissieux, Éd. Paroles d'aube, 1994
- Nouvelles histoires horizontales, Le Pré aux clercs, coll. « Bibliothèque libertine », 1997  (ISBN 2-84228-027-X)
- Don Juan, père et fils, Mercure de France, coll. « Mercure galant », 1999  (ISBN 2-7152-2127-4)
- Je ne suis là pour personne, Mercure de France, 2002  (ISBN 978-2715223219) - Prix Charles-Exbrayat
- Le Magané, Éd. du Rocher, coll. « littérature », 2003  (ISBN 2-268-04541-2)
- Salut Lulu !, Gallimard, coll. « Série noire » no 2681, 2003  (ISBN 2-07-042890-7)
- Tous les hommes sont des Pères Noël, Belem, 2004  (ISBN 978-2915577167)
- Vingt millions sous les morts, Brignais, Éd. des Traboules, coll. « Polar », 2006  (ISBN 2-915681-11-2)